# Drepanopeziza populi-albae
Drepanopeziza populi-albae (Kleb.) Nannf. – gatunek grzybów z rodziny Drepanopezizaceae. Grzyb mikroskopijny, jeden z fitopatogenów wywołujących zgorzel liści topoli.

## Systematyka i nazewnictwo
Pozycja w klasyfikacji według Index Fungorum: Drepanopeziza, Drepanopezizaceae, Helotiales, Leotiomycetidae, Leotiomycetes, Pezizomycotina, Ascomycota, Fungi.
Po raz pierwszy zdiagnozował go w 1918 r. Heinrich Klebahn nadając mu nazwę Pseudopeziza populi-albae. Obecną, uznaną przez Index Fungorum nazwę nadał mu John Axel Nannfeldt w 1932 r.
Synonimy:

- Discella populina Sacc. 1908
- Gloeosporium castagnei Desm. & Mont. 1849
- Marssonia castagnei (Desm. & Mont.) Sacc. 1880
- Marssonia castagnei (Desm. & Mont.) Sacc. 1880 var. castagnei
- Marssonia castagnei var. moniliferae Oudem. 1901
- Marssonina castagnei (Desm. & Mont.) Magnus 1906
- Marssonina castagnei (Desm. & Mont.) Magnus 1906 f. castagnei
- Marssonina castagnei f. populina (Sacc.) Petr. 1922
- Marssonina castagnei (Desm. & Mont.) Magnus 1906 var. castagnei
- Marssonina castagnei var. moniliferae (Oudem.) Magnus 1906
- Pseudopeziza populi-albae Kleb. 1918
- Pseudopeziza populorum Kleb.

## Morfologia i rozwój
Patogen zimuje na opadłych liściach. Tworzy na nich soczewkowate owocniki typu apotecjum o średnicy  210–320 µm zawierające worki o rozmiarze 80–100 × 13–14 µm i wstawki. Powstają w nich jednokomórkowe, hialinowe askospory o rozmiarach 14–18 × 7–9 µm. Zarodniki te roznoszone przez wiatr dokonują infekcji pierwotnej porażając młode liście topoli. Na obydwu stronach porażonych liści wiosną pojawiają się okrągłe lub nieregularne, plamki o średnicy 4–5 mm. Są brązowe, w środku szaro-białe. Plamki rozrastając się często zlewają się z sobą tworząc duże plamy. Tkanki otaczające plamy żółkną, a następnie  brązowieją. Podobne plamy tworzą się również na ogonkach liściowych i młodych pędach. Podczas wilgotnej pogody w obrębie tych plam powstają bezpłciowo duże ilości zarodników konidialnych, które rozprzestrzeniają chorobę. Porażone liście przedwcześnie opadają, poczynając od najniższych gałęzi.
Acerwulusy, w których wytwarzane są zarodniki konidialne powstają po 7–10 dniach od infekcji przy optymalnej dla patogena temperaturze 17–22° C. Niezbędne do tego są opady deszczu. Stożkowate acerwulusy mają rozmiar 200–400 μm. Zbudowane są z dość luźnych strzępek, na których tworzy się warstwa krótkich konidioforów wytwarzających zarodniki. Wnętrze acerwulusów oprócz konidiów zawiera także śluzowatą substancję, która podczas deszczu pęcznieje, powodując rozrywanie skórki żywiciela i wypychanie konidiów na zewnątrz przez pęknięcia skórki. Konidia są hialinowe, jajowate, proste lub nieco zagięte, o rozmiarach 17–23 × 7–10 μm i dwukomórkowe, przy czym górna komórka jest zwykle dwukrotnie dłuższa od dolnej. Kiełkując tworzą strzępkę infekcyjną, która może przebić kutykulę i skórkę na liściach topoli, wnikając do tkanki miękiszowej.